# Papayal (Perú)
Papayal es un caserío peruano, capital del distrito homónimo, perteneciente a la provincia de Zarumilla del departamento de Tumbes, al norte del Perú. 

## Ubicación
Papayal se ubica al noreste de la provincia de Zarumilla, en el distrito de Papayal, en el departamento de Tumbes. Se ubica muy cerca a la frontera ecuatoriana-peruana.

## Demografía
En 2017 Papayal tenía una población de 832 habitantes.
| Gráfica de evolución demográfica de Papayal entre 1993 y 2017 |
|                                                               |
| Fuentes: Población 1993 y 2017                                |